# Luise Charlotte Henriette von Kraut
Luise Charlotte Henriette von Kraut (* 24. Januar 1762; † 13. September 1819) war die Erbin des Landes Löwenberg. Ihre Geschichte ging in die Literatur ein, als Theodor Fontane ihre Biografie als die Krautentochter in seinem Buch Fünf Schlösser allgemein bekannt machte. Ihre Eltern waren der Oberhofmarschall Carl Friedrich von Kraut (1703–1767) und Ilse Sophie von Platen (1731–1795).

## Vorgeschichte

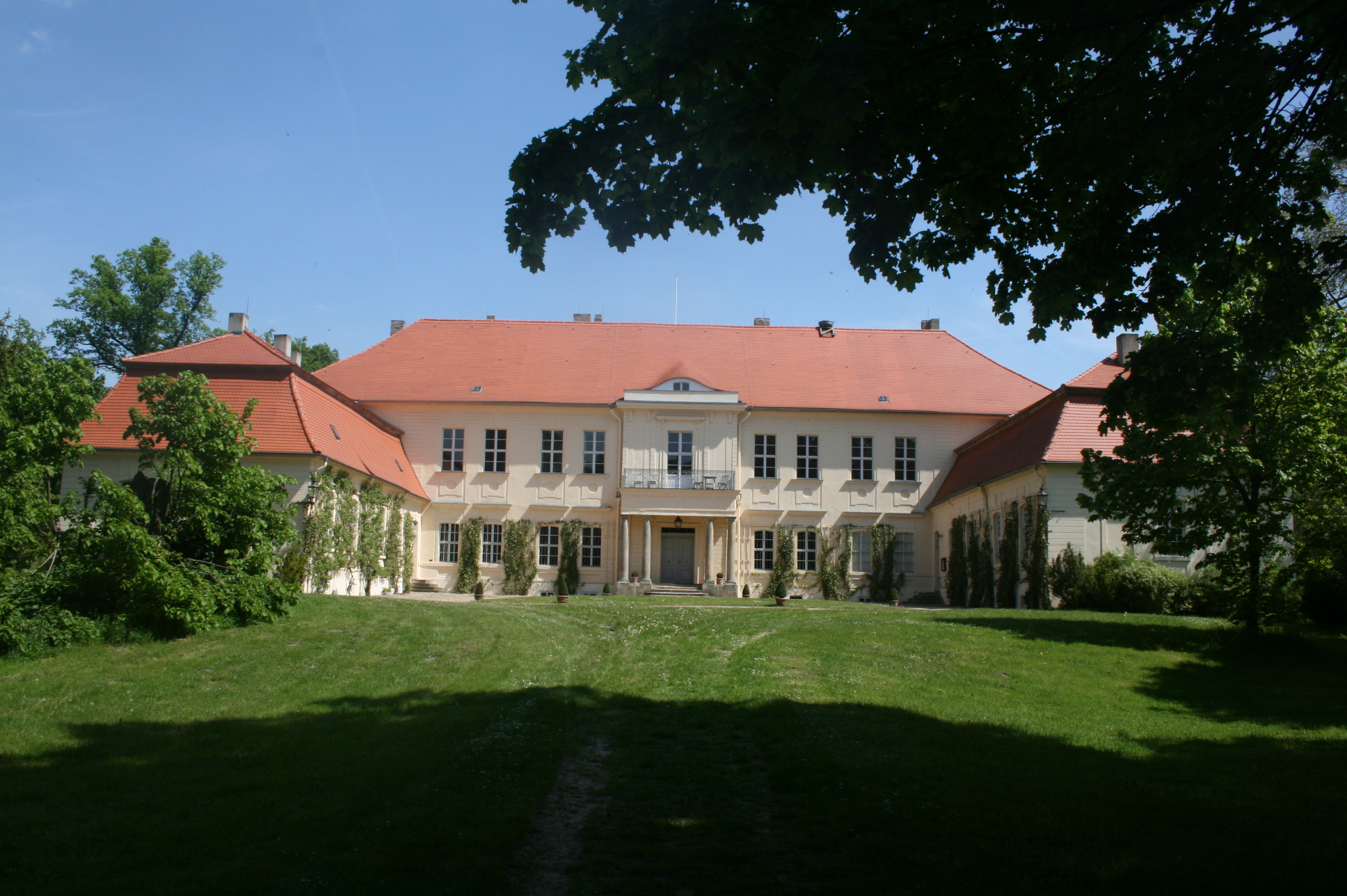
Schloss Hoppenrade

Johann Heinrich von Bredow war der Letzte aus seiner Familie, der nach mehreren Erbteilungen die Besitzungen seiner Familie im Land Löwenberg in seiner Hand vereinte, darunter Schloss Löwenberg und Schloss Hoppenrade. Doch seine beiden Söhne waren geisteskrank. Die verwitwete Ehefrau sah sich deshalb und in Vorahnung ihres eigenen nahen Todes zur Errichtung eines Testaments, datiert auf den 8. März 1745, veranlasst. Darin setzte sie ihren Bruder Karl Friedrich von Kraut, Hofmarschall des Prinzen Heinrich von Preußen in Rheinsberg, als Alleinerben ihrer geistig behinderten Söhne ein. Allerdings konnte er dieses Erbe nie antreten, da er schon 1767 starb, 21 Jahre vor dem Tod des letzten von Bredow, mit dem die männliche Löwenberger Linie erlosch. Als Universalerbin trat nun an die Stelle des prinzlichen Hofmarschalls von Kraut dessen Tochter Luise Charlotte Henriette von Kraut, die auf Grund ihrer ausschweifenden, teilweise skandalösen Lebensart, amourösen Abenteuer und unzähligen Männerbekanntschaften sowie ihrer drei Ehen zu Lebzeiten und hernach für Furore sorgte und in aller Munde war.

## Leben
Als Charlotte 15 Jahre alt war, begann ihre Mutter einen Ehemann für sie zu suchen. Fontane unterstellt der Mutter dabei die Absicht, die Erbin von Schloss Hoppenrade möglichst weit weg zu verheiraten. Der englische Botschafter Hugh Elliot (1752–1830) in Berlin verliebte sich in die preußische Schönheit. Obwohl seine Familie und seine Freunde ihm von einer Heirat abrieten, beschloss Elliot, Charlotte zur Frau zu nehmen. Die beiden heirateten zunächst heimlich, ohne die Genehmigung des preußischen Königs. Nachdem Charlotte schwanger geworden war, erteilte Friedrich II. am 30. Oktober 1780 die Erlaubnis zur Eheschließung. Die Trauung erfolgte am 5. November 1780 in Berlin im Haus der Brautmutter.
Am 2. April 1781 kam die Tochter Louise Isabella zur Welt. In der Ehe kriselte es bald, denn der impulsive Hugh Elliot war sehr eifersüchtig. Angeblich unterstellte er seiner Frau eine Liebschaft mit dem holländischen Gesandten. Am 11. Februar 1782 brachte Charlotte einen Jungen zur Welt, der jedoch am darauf folgenden Tag ungetauft starb. Elliot wurde im September 1782 nach Kopenhagen versetzt. Seine Frau weigerte sich, ihn zu begleiten, mit Hinweis auf die Gefahren, die die Reise für die noch kleine Tochter bedeuteten.
Nach der Abreise Hugh Elliots im Winter 1782 entwickelte sich die Liebesaffäre Charlottes zu dem Kammerherrn des Prinzen Heinrich, Georg Anton Wilhelm zu Innhausen und Knyphausen. Durch den für den englischen Gesandten in Kopenhagen spionierenden schottischen Leibarzt des Königs, William Baylies, gelangten Informationen über das Ausmaß der Beziehung zu Elliot. Dieser reiste eilig nach Berlin und gelangte unter Angabe eines falschen Namens in die Stadt. Dort brach er in der Wohnung seiner Frau deren Schreibtisch auf und stahl sowohl die Briefe Knyphausens als auch seine eigenen. Danach setzte er seine kleine Tochter zusammen mit einem Kindermädchen in eine Kutsche und brachte Louise Isabella aus der Stadt heraus auf den Weg nach Kopenhagen.
Die über den Raub ihres Kindes und der Briefe zutiefst verzweifelte Charlotte wurde von ihrer Mutter, der Gräfin Verelst, fort aus dem vom Skandal aufgewühlten Berlin nach Hoppenrade begleitet. Charlotte war von Weinkrämpfen geschüttelt und stand unter Schock. Elliot forderte Knyphausen zum Duell. Obwohl der preußische Hof einen Generalfiskal schickte, um dieses Duell zu verhindern fand es in Baruth statt. Keiner der abgefeuerten Kugel traf, aber Elliot reichte die Scheidung ein. Knyphausen wurde verhaftet, konnte aber fliehen und das Duell wurde zu einem minderen Rencontre herabgestuft.
Für Frau Elliot wurde am 30. Juni 1783 die Scheidung ausgesprochen (Scheidungsgrund war „Unerlaubter Briefwechsel“). Am 1. Oktober heiratete sie Knyphausen in Rosenthal in Sachsen, dieses Mal aber erst „auf Probe“. Die offizielle Hochzeit fand am 25. April 1784 statt. Im September 1784 machte das Paar seine Antrittsreise bei der Familie des Bräutigams in Ostfriesland. Die Atmosphäre war wohl eher frostig, da Fontane berichtet, dass alle wieder froh waren, als sie und ihr Mann nach Rheinsberg zurückkehrten. Das Paar pendelte drei Jahre zwischen Berlin und Hoppenrade, bis Georg 1787 schwer erkrankte. Eine Kur und Ärzte mochten den Verlauf nicht zu stoppen, er bekam Opium wegen der Schmerzen. Am 25. Dezember 1789 starb er und wurde im Krautschen Erbbegräbnis in der Nikolaikirche beigesetzt. Luise wurde im Alter von 28 Jahren Witwe.
Im Jahr 1790 kam sie wieder an den Hof in Rheinsberg und traf dort einen Rittmeister von Arnstedt. Es war ein bestaussehender Unterhalter und am 16. Dezember 1790 wurde aus der Freifrau von Knyphausen die Frau Rittmeister von Arnstedt. Im Jahr darauf klagte die Familie Bredow auf das Erbe von Löwenberg und Hoppenrade, der Prozess zog sich aber hin. Im Jahr 1802 starb Prinz Heinrich und auch Arnstedt hatte sich verändert. Aus einem „liebenswürdigen Gesellschafter“ ist „ein Trinker und Spieler geworden“ (Fontane). Es zeigen sich später auch Geistesstörungen, daher wurde die Ehe im Herbst 1809 aufgelöst. Am 9. März 1808 kam es zudem zu einem Großfeuer, dem zwei Drittel von Löwenberg zum Opfer fielen, darunter auch die Unterlagen der Familie. Auch der Prozess mit der Familie Bredow wurde 1809 zu ihren Gunsten beendet. Ihr geschiedener Mann wurde von seiner Familie bei dem Pfarrer im Dorf Hakenberg bei Fehrbellin in Pension gegeben. Er starb dort 1847. Die Kriege der Zeit ruinierten auch das Land. So kam es, dass Charlotte von Arnstedt, als sie am 3. September 1819 starb, eine große Menge persönlicher Schulden hinterließ. Das Erbe sollte unter ihren noch lebenden Kindern verteilt werden, aber es gab nicht mehr viel zu verteilen. Daher kamen die Erben überein, die Güter unter das Kuratorium des Kammerdirektors von Rabe zu geben.
Eine jüngere Untersuchung über das Leben der Charlotte von Arnstedt widmet sich unter anderem dem Badetempelchen der „Krautentochter“ in dem heute noch existierenden Ort Mon-Caprice, das Theodor Fontane in seinem Buch Fünf Schlösser erwähnt.
Das schwierige Verhältnis der Charlotte von Kraut zu ihrer Mutter Sophie von Platen (zuerst verheiratet mit Herrn von Kraut und dann mit dem Grafen Verelst) und zu ihrem Ehemann Hugh Elliot wurde 2018 unter Verarbeitung der langjährigen Korrespondenz der Mutter, Gräfin Sophie Verelst, mit dem englischen Botschafter einer Analyse unterworfen.

## Familie
Sie war drei Mal verheiratet. Aus ihrer ersten Ehe mit dem britischen Gesandten Hugh Elliott (* 6. April 1752; † 10. Dezember 1830) hatte sie die Tochter:
- Louise Isabella Elliott (2. April 1781, † 1826 in Richmond) ⚭ 27. Februar 1800 in Dresden John Payne of Sulby

Aus ihrer zweiten Ehe mit Georg Anton Wilhelm zu Innhausen und Knyphausen (* 19. März 1744; † 25. Dezember 1789) hatte sie folgende Kinder:
- Karl Wilhelm Tido (* Juni 1784; † 1788)
- Sophie Friederike Oriane Constanze (* 6. Oktober 1785; † 6. März 1856)
 ⚭ 6. Oktober 1803 (Scheidung nach 1810) Ludwig von Schwerin (* 18. Dezember 1769; † 25. Februar 1822) Preußischer Major und Landrat (begründet die jüngere Stolper Linie von Schwerin, Sohn von Carl Magnus von Schwerin)
 ⚭ Friedrich von Kettler (aus dem Haus Jeesch-Kittel) (⚔ 25. Februar 1831), russischer Major, getötet nach der Gefangennahme in der Schlacht bei Grochów

Aus ihrer Ehe mit dem Rittmeister Friedrich Rudolph Karl von Arnstedt (* 28. Oktober 1766; † 30. Mai 1847) hatte sie folgende Kinder:
- Henriette Sophie Rosalie (1791–1861) ⚭ 1824 Hans Heinrich Otto von Wülknitz († 1866) Kammergerichtsrat
- Mathilde Julie Friederike (* 30. November 1801: † 2. Juli 1879) ⚭ 12. Oktober 1825  Hans Otto Georg Adolf Philipp von Oertzen aus dem Haus Ankershagen (* 10. Januar 1799; † 26. März 1879), Kammerherr in Neu-Strelitz
- Heinrich Adolf Friedrich (1796–1850), Königlich preußischer Major a. D.